# Дуб жениха
Дуб жениха (нем. Bräutigamseiche) — знаменитый дуб в Додауэрском лесу недалеко от Ойтина в земле Шлезвиг-Гольштейн, Германия.
Зарегистрированный памятник природы. Расположен рядом с лесной дорогой, которая ответвляется от Bundesstraße 76, и имеет собственный адрес: Bräutigamseiche, Dodauer Forst, 23701 Eutin, Germany.

## История и описание
Этому дубу более 500 лет. Дерево имеет окружность ствола 5 метров, высоту 25 метров и ширину кроны 30 метров. Как достопримечательность, окружено деревянным забором, за исключением дорожки, ведущей к лестнице, которая даёт доступ к отверстию в стволе. Данное отверстие находится примерно в трёх метрах от земли и имеет в глубину около 30 см. В 2014 году на стволе и ветвях дуба была обнаружена грибковая инфекция (Laetiporus sulphureus), в связи с чем некоторые ветки кроны были подрезаны.

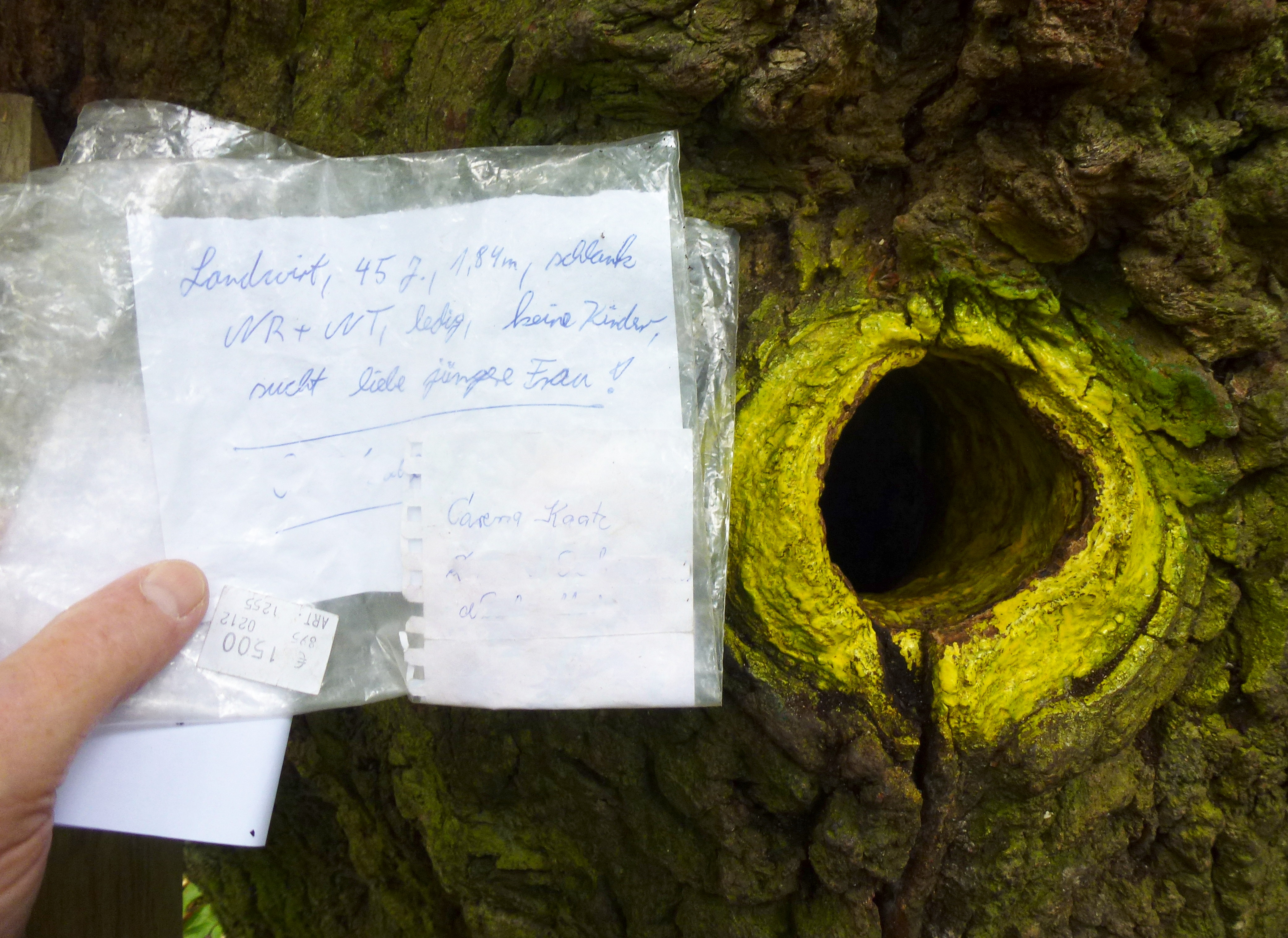
Природный почтовый ящик в дупле

Существует легенда, что дуб был посажен в знак благодарности сыном кельтского вождя после того, как он был привязан к дереву в лесу и освобождён христианской девушкой. Однако историки считают, что эта легенда была придумана христианскими миссионерами для переосмысления языческого поклонения дубам. Эта история и молва привели к тому, что люди писали дереву послания в надежде найти любовного партнера. В 1927 году к стволу была установлена лестница, и позже почтовая служба стала доставлять письма к этому дубу — как от мужчин, так и от женщин. Для этого в стволе имеется дупло, куда ежедневно доставляется несколько писем со всего мира. Имея конкретный адрес, дуб стал неким общественным почтовым ящиком — любой может открывать, читать, отвечать на имеющиеся письма. Сообщается, что при помощи этого знаменитого дуба было заключено достаточно много браков.
Описание Дуба жениха содержится в учебнике немецкого языка, изданном Институтом Гёте. Дерево было в центре внимания репортажа BBC 2018 года, посвящённого Дню святого Валентина, под названием «In Germany, the world’s most romantic postbox». 19 июня 2019 года в журнале The Atlantic был опубликован рассказ репортера Джеффа Мэйша с названием «The Matchmaking Tree and the Lonely Postman», в котором он рассказал историю как самого дерева, так и Карла-Хайнца Мартенса, его почтальона.